# Championnat d'Espagne de football de troisième division 1930-1931
 (juin 2025).
Si vous disposez d'ouvrages ou d'articles de référence ou si vous connaissez des sites web de qualité traitant du thème abordé ici, merci de compléter l'article en donnant les références utiles à sa vérifiabilité et en les liant à la section « Notes et références ».
Navigation
Tercera División 1929-30 Tercera División 1931-32
Le championnat d'Espagne de football D3 1930-1931 est la 2e édition du championnat de Tercera División, le championnat se déroule du 7 décembre 1930 au 26 avril 1931.

## Règlement de la compétition
La Tercera División 1930-1931 est organisée par la Fédération royale espagnole de football.
Le championnat, auquel participent 25 clubs, se déroule en deux phases. Dans la première phase, trois groupes sont formés, deux de huit équipes, et un autre divisé en deux sous-groupes, l'une de six équipes et l'autre de trois ; étant regroupés selon des critères de proximité géographique. Cette première phase se déroule selon un système de ligue, de sorte que les huit équipes de chaque groupe s'affrontent, chacune à deux reprises - l'une à domicile et l'autre à l'extérieur - pour un total de 14 journées. L'ordre des matches a été décidé par tirage au sort avant le début de la compétition.
Un classement est établi sur le nombre des points obtenus lors de chaque rencontre, à raison de deux points par match gagné, un pour un match nul et aucun pour une défaite. En cas d'égalité de points entre deux ou plusieurs équipes du classement, la différence de buts le plus élevé est prise en compte.
Les meilleurs de chaque groupe participe au barrage de promotions. Le groupe divisé en deux sous-groupes désigne son champion dans un match aller-retour entre les deux premiers de chaque groupe, et le vainqueur affronte le vainqueur du match aller-retour entre les deux autres champions. En finale, le vainqueur est promu en Segunda División.

## Classements et résultats

### Groupe 1
| Rang | Équipe               | Pts | J  | G | N | P | Bp | Bc | Diff |  | Résultats (▼ dom., ► ext.) | CEL | VAL | FER | GIJ | NAC | CUL | MAD | AVI  |
| ---- | -------------------- | --- | -- | - | - | - | -- | -- | ---- |  | -------------------------- | --- | --- | --- | --- | --- | --- | --- | ---- |
| 1    | Celta de Vigo        | 20  | 14 | 8 | 4 | 2 | 46 | 18 | +28  |  | Celta de Vigo              |     | 3-1 | 3-1 | 3-0 | 6-0 | 5-0 | 5-3 | 11-3 |
| 2    | Real Valladolid      | 18  | 14 | 6 | 6 | 2 | 25 | 18 | +7   |  | Real Valladolid            | 1-1 |     | 1-1 | 2-0 | 3-1 | 3-1 | 3-2 | 3-1  |
| 3    | Racing de Ferrol     | 17  | 14 | 6 | 5 | 3 | 34 | 24 | +10  |  | Racing de Ferrol           | 2-2 | 1-0 |     | 5-1 | 9-0 | 1-1 | 3-0 | 4-2  |
| 4    | Club Gijón           | 14  | 14 | 5 | 4 | 5 | 27 | 34 | -7   |  | Club Gijón                 | 1-1 | 2-2 | 2-2 |     | 3-2 | 2-2 | 2-1 | 4-3  |
| 5    | Nacional Madrid (es) | 13  | 14 | 5 | 3 | 6 | 26 | 34 | -8   |  | Nacional Madrid (es)       | 2-1 | 1-1 | 6-0 | 1-3 |     | 4-1 | 2-4 | 3-1  |
| 6    | Cultural Leonesa R   | 11  | 14 | 3 | 5 | 6 | 25 | 33 | -8   |  | Cultural Leonesa           | 1-3 | 1-1 | 3-1 | 7-4 | 1-1 |     | 4-0 | 0-3  |
| 7    | RC Madrid            | 10  | 14 | 3 | 4 | 7 | 23 | 35 | -12  |  | RC Madrid                  | 1-1 | 2-3 | 1-1 | 2-1 | 1-1 | 2-2 |     | 2-0  |
| 8    | Stadium Avilesino    | 9   | 14 | 4 | 1 | 9 | 29 | 39 | -10  |  | Stadium Avilesino          | 2-1 | 1-1 | 2-3 | 1-2 | 0-2 | 3-1 | 7-2 |      |

| - Qualification pour les barrages de promotion. - R : Relégué de Segunda División 1929-1930. |

### Groupe 2
| Rang | Équipe             | Pts | J  | G  | N | P  | Bp | Bc | Diff |  | Résultats (▼ dom., ► ext.) | BAR | LOG | OSA | ZAR | SES | TOL | PAT | AUR |
| ---- | ------------------ | --- | -- | -- | - | -- | -- | -- | ---- |  | -------------------------- | --- | --- | --- | --- | --- | --- | --- | --- |
| 1    | Baracaldo FC       | 23  | 14 | 10 | 3 | 1  | 41 | 13 | +28  |  | Baracaldo FC               |     | 2-0 | 1-1 | 6-1 | 3-1 | 2-0 | 3-0 | 7-2 |
| 2    | CD Logroño (es)    | 22  | 14 | 10 | 2 | 2  | 45 | 19 | +26  |  | CD Logroño (es)            | 2-1 |     | 3-2 | 6-1 | 3-0 | 8-1 | 5-2 | 6-0 |
| 3    | CA Osasuna         | 20  | 14 | 9  | 2 | 3  | 43 | 21 | +22  |  | CA Osasuna                 | 1-1 | 1-0 |     | 6-0 | 2-0 | 7-2 | 9-3 | 3-0 |
| 4    | Zaragoza CD (es)   | 13  | 14 | 6  | 1 | 7  | 26 | 46 | -20  |  | Zaragoza CD (es)           | 0-4 | 3-4 | 2-1 |     | 2-1 | 5-1 | 2-1 | 5-2 |
| 5    | Sestao SC          | 11  | 14 | 5  | 1 | 8  | 30 | 29 | +1   |  | Sestao SC                  | 1-3 | 2-2 | 6-1 | 6-0 |     | 2-0 | 1-5 | 5-0 |
| 6    | Tolosa FC (es)     | 10  | 14 | 4  | 2 | 8  | 40 | 43 | -3   |  | Tolosa FC (es)             | 3-3 | 2-2 | 2-3 | 7-1 | 5-2 |     | 7-3 | 9-2 |
| 7    | Patria Aragón (es) | 10  | 14 | 5  | 0 | 9  | 27 | 43 | -16  |  | Patria Aragón (es)         | 0-2 | 1-2 | 1-4 | 0-3 | 3-1 | 2-1 |     | 3-1 |
| 8    | Atlético Aurora    | 3   | 14 | 1  | 1 | 12 | 13 | 51 | -38  |  | Atlético Aurora            | 1-3 | 1-2 | 0-2 | 1-1 | 0-2 | 1-0 | 2-3 |     |

| - Qualification pour les barrages de promotion. |

### Groupe 3

#### Groupe 3-A
| Rang | Équipe              | Pts | J  | G | N | P | Bp | Bc | Diff |  | Résultats (▼ dom., ► ext.) | SPO | SAB | BAD | JUP | GIM | LEV |
| ---- | ------------------- | --- | -- | - | - | - | -- | -- | ---- |  | -------------------------- | --- | --- | --- | --- | --- | --- |
| 1    | Sporting Canet (es) | 14  | 10 | 6 | 2 | 2 | 20 | 16 | +4   |  | Sporting Canet (es)        |     | 2-0 | 2-0 | 2-1 | 3-1 | 4-0 |
| 2    | CS Sabadell FC      | 12  | 10 | 5 | 2 | 3 | 23 | 20 | +3   |  | CS Sabadell FC             | 1-1 |     | 2-1 | 3-1 | 6-2 | 2-1 |
| 3    | FC Badalona         | 12  | 10 | 5 | 2 | 3 | 23 | 11 | +12  |  | FC Badalona                | 5-1 | 4-0 |     | 0-1 | 3-1 | 5-0 |
| 4    | CE Júpiter          | 12  | 10 | 5 | 2 | 3 | 22 | 12 | +10  |  | CE Júpiter                 | 4-0 | 1-1 | 1-2 |     | 4-0 | 4-0 |
| 5    | Gimnástico FC (es)  | 8   | 10 | 3 | 2 | 5 | 17 | 24 | -7   |  | Gimnástico FC (es)         | 3-3 | 2-1 | 1-1 | 2-3 |     | 1-0 |
| 6    | Levante FC          | 2   | 10 | 0 | 2 | 8 | 11 | 33 | -22  |  | Levante FC                 | 1-2 | 5-7 | 2-2 | 2-2 | 0-4 |     |

| - Qualification pour la finale du groupe 3. |

#### Groupe 3-B
| Rang | Équipe               | Pts | J | G | N | P | Bp | Bc | Diff |  | Résultats (▼ dom., ► ext.) | HUE | MAL | CAR |
| ---- | -------------------- | --- | - | - | - | - | -- | -- | ---- |  | -------------------------- | --- | --- | --- |
| 1    | Recreativo de Huelva | 5   | 4 | 2 | 1 | 1 | 8  | 6  | +2   |  | Recreativo de Huelva       |     | 3-0 | 3-0 |
| 2    | FC Malagueño         | 4   | 4 | 2 | 0 | 2 | 8  | 6  | +2   |  | FC Malagueño               | 4-0 |     | 2-0 |
| 3    | Cartagena FC         | 3   | 4 | 1 | 1 | 2 | 5  | 9  | -4   |  | Cartagena FC               | 2-2 | 3-2 |     |

| - Qualification pour la finale du groupe 3. |

#### Finale Groupe 3
| Équipe              | Aller | Total | Retour | Équipe               |
| ------------------- | ----- | ----- | ------ | -------------------- |
| Sporting Canet (es) | 1 - 1 | 1 - 4 | 0 - 3  | Recreativo de Huelva |

Le Recreativo de Huelva se qualifie pour le barrage de promotion en Segunda División.

## Barrage de promotion
Les champions des trois groupes de la Tercera División participent. Seul le vainqueur est promu en Segunda División.
|  | Demi-finale                | Demi-finale                | Demi-finale                | Demi-finale                |               |               | Finale              | Finale              | Finale              | Finale              |
|  |                            |                            |                            |                            |               |               |                     |                     |                     |                     |
|  | 29 mars, 5 et 9 avril 1931 | 29 mars, 5 et 9 avril 1931 | 29 mars, 5 et 9 avril 1931 | 29 mars, 5 et 9 avril 1931 |               |               | 19 et 26 avril 1931 | 19 et 26 avril 1931 | 19 et 26 avril 1931 | 19 et 26 avril 1931 |
|  | Baracaldo FC               | Baracaldo FC               | 0                          | 1 [2]                      |               |               | 19 et 26 avril 1931 | 19 et 26 avril 1931 | 19 et 26 avril 1931 | 19 et 26 avril 1931 |
|  | Baracaldo FC               | Baracaldo FC               | 0                          | 1 [2]                      |               |               | 19 et 26 avril 1931 | 19 et 26 avril 1931 | 19 et 26 avril 1931 | 19 et 26 avril 1931 |
|  | Celta de Vigo              | Celta de Vigo              | 0                          | 1 [3]                      |               |               | 19 et 26 avril 1931 | 19 et 26 avril 1931 | 19 et 26 avril 1931 | 19 et 26 avril 1931 |
|  | Celta de Vigo              | Celta de Vigo              | 0                          | 1 [3]                      | Celta de Vigo | Celta de Vigo | 4                   | 0                   |                     |                     |
|  |                            |                            |                            |                            | Celta de Vigo | Celta de Vigo | 4                   | 0                   |                     |                     |
|  |                            |                            | Recreativo de Huelva       | Recreativo de Huelva       | 0             | 3             |                     |                     |                     |                     |
|  |                            |                            |                            |                            | 0             | 3             |                     |                     |                     |                     |
|  |                            |                            |                            |                            |               |               |                     |                     |                     |                     |
|  |                            |                            |                            |                            |               |               |                     |                     |                     |                     |
|  |                            |                            |                            |                            |               |               |                     |                     |                     |                     |

[ ] = Match d'appui
Le Celta de Vigo est promu en Segunda División.

## Bilan de la saison
| Championnat d'Espagne de football de troisième division 1930-1931 |                           |
| Champion                                                          | Celta de Vigo (1er titre) |
| Dauphin                                                           | Recreativo de Huelva      |
| Promotions et relégations                                         |                           |
| Promus en Segunda División                                        | Celta de Vigo             |
| Relégués en Tercera División                                      | Iberia SC                 |

## Crédit de traduction
- (es) Cet article est partiellement ou en totalité issu de l’article de Wikipédia en espagnol intitulé « Tercera División de España 1930-31 » (voir la liste des auteurs).